# Kuntao
Kuntao (chinois: 拳道 quándǎo ; aussi transcrit kuntaw kundao kuntow kuntou ; « voie du poing ») est un terme en langue hokkien signifiant « art martial ».

## Étymologie
- Kuntao désigne dans la province du Fujian (Sud de la Chine) les arts martiaux chinois (synonyme de quanfa et wushu).

- Kuntao désigne en Asie du Sud-Est, les arts martiaux importés ou développés par la communauté chinoise notamment en Indonésie et Malaisie, et influencés par les styles locaux comme le pencak-silat, le kali arnis eskrima, le bersilat...)

## Sources
- « Kun-tao » et « Kuntao », dans G. & R. Habersetzer, Encyclopédie des arts martiaux de l'Extrême-Orient
- « Kuntao », dans Donn F. Draeger, Weapons and fighting arts of the Indonesian archipelago, C. E. Tuttle Co., 1972